# ホーエンベルク・アン・デア・エーゲル
ホーエンベルク・アン・デア・エーゲル (ドイツ語: Hohenberg an der Eger、公式には Hohenbert a.d.Eger) は、ドイツ連邦共和国バイエルン州オーバーフランケン行政管区のヴンジーデル・イム・フィヒテルゲビルゲ郡に属する市であり、シルンディング行政共同体を構成する自治体である。

## 地理

### 位置
ホーエンベルク・アン・デア・エーゲルはフィヒテル山地自然公園の東端に位置する。市内を貫いてエーゲル川が流れている。標高653mのシュタインベルク山が市域で最も高い地点である。ホーエンベルクはチェコと直接国境を接している。チェコ側の隣町は、リバー（Libá、ドイツ名; リーベンシュタイン）で、ハンマーミューレとドゥビナ（ドイツ名; アイヒェルベルク）の間に国境が通っている。

### 市の構成
本市は、公式には10の地区 (Ort) からなる。このうち小集落や孤立農場などを除く集落を以下に列記する。
- ホーエンベルク・アン・デア・エーガー
- ノイハウス・アン・デア・エーガー
- ゾンマーハウ

## 歴史
エーゲル川に落ち込む急斜面に、シュタウフェン時代の帝国城塞エーゲルの保全に関わった城が建っていた。1222年の、ヴァルトザッセンの贈与証書の中で言及されている「ベルトホルト・デ・ホンベルク」という名が、この町を記した遺されている最も古い記録である。豊かな資産を有する騎士一門は、ヴンジーデル城やエーゲル城塞の封土も有していた。この一門の最後の頭首であるクノイセル・フォン・ホーエンベルクの後は、ニュルンベルク城伯フリードリヒ3世が、1285年にヴンジーデルを、そしてその後まもなくホーエンベルクをも受け継いだ。ホーエンベルクとヴンジーデルはエーゲル帝国都市の地域でホーエンツォレルン家が最初に獲得した地となった。1322年にホーエンベルクはエーゲルとともにボヘミア王ヨハン・フォン・ルクセンブルクに担保として与えられたが、ホーヘンベルクの引き渡しは実際には行われなかった。1413年、ホーエンベルクはついにエーゲル地方裁判所管区から分離されて、アムト・ホーエンベルクが設立され、その後バイロイト辺境伯領のゼクスエムターラントとなった。この城の付近に、宿屋や飲み屋、製粉所をもつ入植者の村落が形成された。ホーエンベルクの村と城は1799年まで「皇帝の避難所」としての特権を与えられていた。4本の石柱（現在は城の中庭に置かれている）が村の入り口に立てられ、保護区域の境界を示した。保護区域は皇帝の庇護下にあり、ここにたどり着いた犯罪者は、さしあたり追跡から逃れることができた。1814年、カール・マグヌス・フッチェンロイターは、バイエルン北東部で初めてとなる製陶会社をホーエンベルクに設立した。

## 行政

### 市議会
議会は市長を含めて13議席から成る。

### 友好都市
- ホーエンベルク （オーストリア、ニーダーエステライヒ州） 1981年から
- バラトンケレストゥール（Balatonkeresztúr, ハンガリー） 1991年から
- リバー（チェコ、カルロヴィ・ヴァリ州）2007年から

## 文化と見所

### 博物館
ドイツ陶器博物館; 広さ2,000m²に3世紀の間に作られた陶器が展示され、文化史や製品の変遷が理解できるようになっている。地域・国・あるいは国際的な地域やテーマを決めて展示される特別展示品は、1年に3回交換される。この博物館は、16km離れたゼルプの博物館複合体とともに、博物館「ゼルプ陶器の世界」を構成する。

### ホーエンベルク城
ホーエンベルク城はフィヒテル山地地方で最も保存状態のよい城郭である。この城は3つの円塔と2つの角塔、張り出し部をもつ6角形の構造になっている。城壁通路も一部保存されている。内庭には、1666年建造の領主の館（かつては辺境伯の狩りの城として使用された）や、護送用の柱、シュタウフェン時代の穀物を量る石製のメッツェ升などがある。

## ゆかりの人物
- カール・マグヌス・フッチェンロイター: ホーエンベルクにバイエルン北部初の製陶企業を創設した人物。（フッチェンロイター参照）

## 引用
1. ↑  https://www.statistikdaten.bayern.de/genesis/online?operation=result&code=12411-003r&leerzeilen=false&language=de Genesis-Online-Datenbank des Bayerischen Landesamtes für Statistik Tabelle 12411-003r Fortschreibung des Bevölkerungsstandes: Gemeinden, Stichtag (Einwohnerzahlen auf Grundlage des Zensus 2011)
2. ↑  Bayerische Landesbibliothek Online